# Magda Matošić
Magda Matošić (Split, 28. kolovoza 1928. – Split, 11. siječnja 2021.) bila je hrvatska kazališna, televizijska i filmska glumica.

## Filmografija

### Televizijske uloge
- "Novo doba" kao gospođa sa psićem (2002.)
- "Velo misto" kao Tomina žena (1980. – 1981.)

### Filmske uloge
- "Posljednja volja" kao teta Mare (2001.)
- "Marjuča ili smrt" kao teta Frana (1987.)

## Vanjske poveznice
- Magda Matošić u internetskoj bazi filmova IMDb-u (engl.)